# Izaut-de-l'Hôtel
Izaut-de-l'Hôtel là một xã thuộc tỉnh Haute-Garonne trong vùng Occitanie tây nam nước Pháp. Xã này nằm ở khu vực có độ cao trung bình 414 mét trên mực nước biển.